# Hans Behrendt
Hans Behrendt (28 de septiembre de 1889 - 14 de agosto de 1942) fue un director y guionista cinematográfico de nacionalidad alemana.
Nacido en Berlín, Alemania, falleció en el campo de concentración nazi de Auschwitz, Polonia, a donde fue llevado tras la Redada del Velódromo de Invierno. 

## Biografía
Hans Behrendt es hijo de padres de origen judío, Salomón y Berta Behrendt. Estudió literatura durante dos semestres después de su bachillerato y luego asistió a la Academia de Arte Dramático Ernst Busch en Berlín. En 1911 debutó en el teatro y tras su participación en la Primera Guerra Mundial inició su carrera en el cine en 1919. Con Bobby E. Lüthge , a partir de 1920, también fue guionista de varias películas. El dúo escribió el guion de la serie de películas Fridericus-Rex sobre el rey Federico II el Grande.
En 1922 y 1923, Behrendt se encargó de dirigir por primera vez la película Alt-Heidelberg. Durante la década de 1920 y principios de la de 1930 participó en más de 60 películas ya sea como actor, como autor o como director.
Después de que el nacionalsocialismo tomó el poder, hizo dos películas más y luego emigró a España. Allí, en 1934, en condiciones difíciles, realizó la película española Doña Francisquita con la participación de otros emigrantes. En 1936 Behrendt viajó a Viena.
Allí comenzó a filmar la película Fräulein Lilli y actuó en el Theatre in der Josefstadt . Poco antes de la anexión de Austria en 1938, viajó a Bruselas, donde se unió a asociaciones de emigrantes alemanes.
En mayo de 1940 fue arrestado, junto con otros emigrantes judíos, por la policía belga. Después del establecimiento del régimen de Vichy, Behrendt fue detenido en varios campos franceses. Finalmente, fue deportado con el Transporte 19 desde Drancy al campo de concentración de Auschwitz, donde llegó el 14 de agosto de 1942. No se conocen con certeza las circunstancias exactas de su muerte e incluso la fecha.

## Filmografía
- 1923 : Alt Heidelberg
- 1927 : Prinz Louis Ferdinand
- 1927 : Potsdam, das Schicksal einer Residenz
- 1927 : Die Hose
- 1928 : Sechs Mädchen suchen Nachtquartier
- 1928 : Dyckerpotts Erben
- 1928 : Die Räuberbande
- 1929 : Mon béguin
- 1929 : Die Regimentstochter
- 1929 : Die Schmugglerbraut von Mallorca
- 1929 : Die Flucht vor der Liebe
- 1929 : Der Bund der Drei
- 1930 : Kohlhiesels Töchter
- 1931 : L'Inconstante
- 1931 : Gloria
- 1931 : Danton
- 1931 : Ich geh' aus und Du bleibst da
- 1931 : Der Herr Bürovorsteher
- 1932 : Mein Freund, der Millionär
- 1932 : Grün ist die Heide
- 1933 : Muß man sich gleich scheiden lassen
- 1933 : Miguelón, o el último contrabandista
- 1933 : Keinen Tag ohne Dich
- 1933 : Hochzeit am Wolfgangsee
- 1933 : Das Tankmädel
- 1934 : Doña Francisquita